# Pascal Estève
Pascal Estève est un compositeur français de musiques de films, né le 29 mars 1971 à Toulouse.

## Filmographie

### Cinéma

#### Longs métrages
- 1994 : Le Parfum d'Yvonne de Patrice Leconte
- 1994 : L'Irrésolu de Jean-Pierre Ronssin
- 2000 : La Veuve de Saint-Pierre de Patrice Leconte
- 2002 : L'homme du train de Patrice Leconte
- 2004 : Confidences trop intimes de Patrice Leconte

#### Courts métrages
- 1991 : De l'autre côté du parc de Philippe Sisbane
- 1993 : Doudou perdu de Philippe Sisbane
- 2000 : Le jour de grâce de Jérôme Salle
- 2002 : Regarde-moi (Le joli corps) de Guillaume Brac
- 2002 : Janus de Stéphane Guenin

### Télévision
- 2005 : Les Bœuf-carottes (épisode Parmi l'élite)
- 2008 : Collection Fred Vargas (épisode Sous les vents de Neptune)